# Leflunomid
Leflunomid ist ein Arzneistoff aus der Gruppe der Immunsuppressiva, der als Basistherapeutikum in der Behandlung von rheumatischen Erkrankungen eingesetzt wird.

## Klinische Angaben

### Anwendungsgebiete (Indikationen)
Bei Leflunomid handelt es sich um ein langwirksames Antirheumatikum, das als Basistherapeutikum (engl.  'disease modifying antirheumatic drug', DMARD) in der Behandlung der rheumatoiden Arthritis und der Psoriasis-Arthritis eingesetzt wird. Eine Verbesserung der Beschwerden wird nach ca. zwei bis drei Wochen erwartet.

### Wechselwirkungen mit anderen Medikamenten
Die gleichzeitige Behandlung mit anderen Basistherapeutika (Methotrexat, Chloroquin etc.) sollte unter strengen Gesichtspunkten erfolgen und, wie andere Basistherapien und -Kombinationen auch, möglichst durch entsprechend erfahrene und ausgebildete Spezialisten begonnen und gesteuert werden. Durch die (gut wirksame) Kombination von Leflunomid mit Methotrexat kann das Risiko u. a. schwerwiegender Leberschäden (z. B. granulomatöse Hepatitis) oder gefährlicher Infektionen erhöht sein; auch das Risiko einer solchen Kombinationstherapie als Langzeitbehandlung ist noch nicht ausreichend bekannt. Dennoch hat die Kombinationstherapie mit Leflunomid und Methotrexat in der internistischen Rheumatologie mittlerweile eine recht breite praktische Bedeutung.

### Anwendung während Schwangerschaft und Stillzeit
Die Anwendung während der Schwangerschaft und Stillzeit ist streng kontraindiziert. Leflunomid kann zu schweren Fehlbildungen beim ungeborenen Leben führen. Eine Schwangerschaft muss vor Therapiebeginn daher unbedingt ausgeschlossen werden. Ein zuverlässiger Empfängnisschutz während der Behandlungsdauer mit Leflunomid ist zudem Voraussetzung für die Therapie mit diesem Medikament.

### Unerwünschte Wirkungen (Nebenwirkungen)
Häufige Nebenwirkungen von Leflunomid sind Diarrhoe, Übelkeit, dyspeptische Beschwerden, Juckreiz und erhöhter Blutdruck. Bei rund 10 % der Patienten kommt es zu Hautveränderungen unterschiedlichen Schweregrads. Ebenso kann Leflunomid zu Haarausfall führen. Die Patienten haben ebenso ein erhöhtes Risiko für Infektionen der Atemwege. Bei rund jedem Zehnten lässt sich Anstieg der Transaminasen beobachten. Beherrschbare Nebenwirkungen des Medikaments schwächen sich in der Regel bei längerer Einnahmedauer ab.
Selten können schwerwiegende, mitunter lebensbedrohliche Nebenwirkungen auftreten. Leflunomid kann zu einer Neutropenie oder Thrombozytopenie führen. Infolgedessen gilt eine regelmäßige Laborkontrolle der Blutzellen bei Anwendung des Medikaments als obligat. In seltenen Fällen können die Hautveränderungen unter Leflunomid in ein lebensbedrohliches Stevens-Johnson-Syndrom übergehen. Ebenso kann ein Angioödem im Sinne einer allergischen Reaktion auftreten. Die Rate eines tödlichen Leberversagens beträgt 14/100.000 Patientenbehandlungsjahre. Bei schwerwiegenden Nebenwirkungen kann Leflunomid durch die Gabe von Cholestyramin oder Aktivkohle rascher aus dem Körper entfernt werden, was rund 11 Tage dauert, bis das Medikament nicht mehr im Körper nachweisbar ist. Bei Unterbrechen der Einnahme dauert es im Schnitt 22 Wochen, bis der Wirkstoff nicht mehr im Blut nachweisbar ist. Das Nebenwirkungsprofil von Leflunomid ist vergleichbar mit anderen Medikamenten der rheumatologischen Basistherapie wie Sulfasalazin und Methotrexat. Es gibt Fallberichte über tödlich verlaufende akut-interstitielle Pneumonien, welche auch nach Absetzen des Medikaments erst klinisch auffällig werden können. Aufgrund eines gehäuften Auftreten von Lungenschädigungen empfehlen manche Autoren Leflunomid bei Vorerkrankungen der Lunge nicht anzuwenden und vor Therapiebeginn eine Röntgenuntersuchung der Lunge durchzuführen.

## Pharmakologische Eigenschaften

### Wirkungsmechanismus (Pharmakodynamik)
Leflunomid führt zur Hemmung der Dihydroorotat-Dehydrogenase, einem wichtigen Enzym im Pyrimidinstoffwechsel mit besonderer Bedeutung bei der Zellteilung von T-Lymphozyten. Zusätzlich wird die Leukozytenmigration gehemmt.

### Aufnahme und Verteilung im Körper (Pharmakokinetik)
Leflunomid wird nach peroraler Aufnahme zu ca. 82–95 % im Darm aufgenommen. Leflunomid wird in der Darmwand und der Leber durch den so genannten first-pass-Metabolismus in seinen aktiven Metaboliten A771726 (Teriflunomid) umgewandelt. Dieser wird durch verschiedene Enzyme in weitere aktive Substanzen verstoffwechselt und hat im Körper eine Halbwertszeit von 1 bis 4 Wochen. Die Ausscheidung von Leflunomid und seinen aktiven Metaboliten erfolgt über Stuhl und Urin.
Der Metabolit Teriflunomid ist – nach der klinischen Entwicklung der Phase III – 2013 für eine Anwendung bei Multipler Sklerose zugelassen worden.

### Toxikologie
Die Symptome einer Überdosierung entsprechen im weitesten Sinne dem Nebenwirkungsprofil (Bauchschmerz, Übelkeit etc.).
Im Fall einer Überdosierung von Leflunomid oder einer Vergiftung wird Colestyramin oder Aktivkohle empfohlen, um die Ausscheidung zu beschleunigen.

## Sonstige Informationen

### Geschichtliches
Leflunomid wurde bei Hoechst entwickelt. Seine antirheumatischen Eigenschaften wurden 1985 erstmals beschrieben. Das erste Leflunomid-haltige Arzneimittel Arava wurde am 10. September 1998 in den USA zugelassen. Am 2. September 1999 folgte die Zulassung für die Europäische Union.
Anfang 2001 warnte die Europäische Arzneimittelagentur (EMA) vor dem Auftreten von Leberkomplikationen unter der Behandlung mit Leflunomid. Der Arzneistoff stand besonders ab 2002 im Blickpunkt des öffentlichen Interesses, als die US-amerikanische Verbraucherschutzorganisation Public Citizen das dortige Gesundheitsministerium in einer Petition zur Rücknahme der Zulassung für Arava aufforderte. Begründet wurde die Petition mit dem gegenüber anderen Rheumamitteln häufigeren Auftreten von tödlichen Leberkomplikationen, Bluthochdruck sowie des Stevens-Johnson-Syndroms. Die Petition berief sich auch auf die Warnung der EMA. Obwohl die Abteilung für Arzneimittelsicherheit der US-amerikanischen Arzneimittelbehörde sich Ende 2002 in einer Stellungnahme dem Anliegen der Petition anschloss, wies die Leitung der Behörde die Petition im März 2004 ab.

### Teriflunomid
Der aktive Metabolit Teriflunomid ((2Z)-2-Cyano-3-hydroxy-N-[4-(trifluormethyl)phenyl]but-2-enamid) zeigt eine Wirksamkeit in der Behandlung der schubförmigen Verlaufsform der Multiplen Sklerose. Das Medikament ist seit 2013 – unter dem Handelsnamen Aubagio® (Hersteller: Genzyme / Sanofi) – zugelassen. Aus Sicht der Arzneimittelkommission der deutschen Ärzteschaft (AkdÄ) ergibt sich – bei Fehlen einer überlegenen Wirksamkeit und keinem Unterschied im Schadenspotenzial – insgesamt kein Zusatznutzen für Teriflunomid. Über den Zusatznutzen beschließt jedoch der Gemeinsame Bundesausschuss (G-BA).
In einer großen internationalen Placebo-kontrollierten randomisierten Studie über zwei Jahre betrug die jährliche Rückfallrate unter den beiden Teriflunomid-Dosierungen (7 und 14 mg täglich) 0,37 im Vergleich zu 0,54 unter Placebo. Der Unterschied war statistisch signifikant mit einer relativen Risikoreduktion von 31 %. Ebenso war deutlich seltener eine fortschreitende Behinderung festzustellen (27,3 % unter Placebo, 21,7 % bei 7 mg/d und 20,2 % bei 14 mg/d Teriflunomid), jedoch kam es etwas häufiger zu schwerwiegenden Infektionen.

## Handelsnamen
Als Originalpräparat ist Leflunomid sowohl in der Europäischen Union als auch in der Schweiz unter dem Namen Arava im Handel und wird von Sanofi-Aventis vertrieben. Seit 2010 sind auch Generika mit dem Arzneistoff Leflunomid in der Europäischen Union zugelassen.